# Longicoelotes
Longicoelotes is een geslacht van spinnen uit de  familie van de Amaurobiidae (nachtkaardespinnen).

## Soorten
- Longicoelotes karschi Wang, 2002
- Longicoelotes kulianganus (Chamberlin, 1924)
- Longicoelotes senkakuensis (Shimojana, 2000)